# Elverdissen

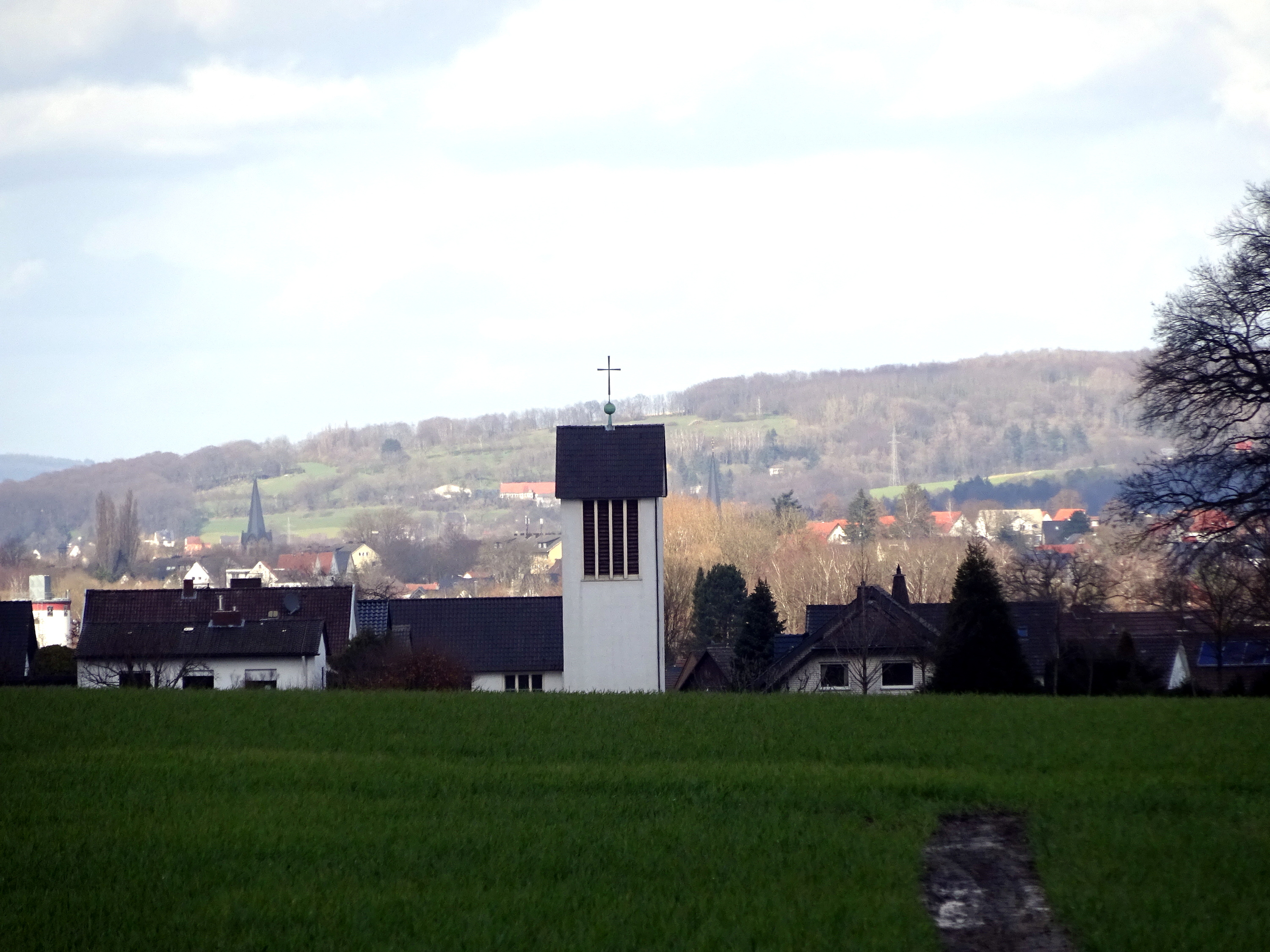
Herford Stadtteil Elverdissen

Elverdissen ist der südlichste und nach Einwohnern zweitgrößte Stadtteil der Kreisstadt Herford im Regierungsbezirk Detmold in Nordrhein-Westfalen. Am 31. Dezember 2015 hatte er 4158 Einwohner. Lediglich die Kernstadt Herford-Stadt hat mehr Einwohner.

## Geographie

### Geographische Lage
Vom Lipper Bergland im Südosten erstreckt sich ein Plateau über das Gemeindegebiet nach Nordwesten. Es hat eine Höhe von 110 Meter und fällt im Westen auf 65 Meter zur Aa ab. Der Fuß des Plateaus wird im Westen und Süden durch mehrere Sieke gegliedert, die als Quersieke in zwei breite Längssieke münden und von Wasserläufen durchflossen werden.

### Ortsteile
Innerhalb Elverdissens gibt es die Ortsteile Hillewalsen, Hillewalserbaum und Herforder Heide im Norden, Helle im Süden sowie Elsen und Brake II im Westen.

### Ausdehnung des Gemeindegebietes
Die Gesamtfläche Elverdissens beträgt 9,31 km². Die größte Ausdehnung in Nord-Süd-Richtung beträgt etwa 4,5 Kilometer und in Ost-West-Richtung etwa 3,5 Kilometer.

### Nachbargemeinden
Im Norden grenzt Elverdissen an die Altstädter Feldmark der Stadt Herford. Im Osten liegen die Stadtteile Biemsen-Ahmsen und Lockhausen der Stadt Bad Salzuflen. Die Bielefelder Stadtteile Altenhagen und Milse befinden sich südlich von Elverdissen. Im Westen schließen sich Bielefeld-Brake und die Herforder Stadtteile Stedefreund und Diebrock an, wobei die Aa die Grenze bildet.

### Geologie
In der Bodenstruktur ist eine deutliche Zweiteilung erkennbar. Im Westen lagern unter einer 30 Zentimeter starken Lehmschicht Sande und Kiese, die sich auf die Landwirtschaft sehr günstig auswirken. Deshalb sind hier auch die ältesten Ackerflure zu finden. Östlich von Elsen und Hillewalsen wurde unmittelbar unter der Lehmdecke reiner Sand von drei Metern Mächtigkeit für Bauzwecke ausgebeutet. Früher lagen Sandgruben neben dem jetzigen Friedhofsgelände, Die gesamte Oberfläche des östlichen Gemeindeteils besteht aus einer Lösslehmdecke.

## Geschichte
Der Raum Elverdissen wurde im Jahre 1151 erstmals urkundlich erwähnt. Bischof Bernhard I von Paderborn nannte den Ort Hildewalessen, eine spätere Schreibweise ist Hildewoleshusen. Beide bezeichnen die Bauerschaft Hillewalsen, welche aus drei Bauernhöfen bestand, die der Abtei Herford abgabepflichtig waren. Der Name Elverdissen tauchte das erste Mal im Jahre 1160 auf. Hier wird der Ort Elffliste genannt, was mit einiger Sicherheit auf die Worte Elff (Fluss, gemeint ist wohl die Aa) und liste (lithe, was einen Abhang bezeichnet) zurückführen lässt. 1274 wird Elfliste und 1496 Elverdissen als Schreibweise verwendet.
Aus alten Heberegistern der Abtei Herford und des Stiftes Schildesche aus dem 16. Jahrhundert geht hervor, dass es im Raum Elverdissen die vier Nestsiedlungen Pauenhusen, Hillewalsen, Elsen und Helle gab. Der Name Pauenhusen wurde bereits im Jahre 974 in einem Schreiben von Kaiser Otto erwähnt. Bis zur Franzosenzeit gehörte die Bauerschaft Elverdissen zu Vogtei Heepen im Amt Sparrenberg der Grafschaft Ravensberg. Elverdissen gehörte von 1807 bis 1813 im Königreich Westphalen zum Kanton Heepen und wurde 1816 in den neuen Kreis Herford eingegliedert.
Bis zum 31. Dezember 1968 gehörte Elverdissen zum Amt Herford-Hiddenhausen im Kreis Herford. Am 1. Januar 1969 wurde es in die damalige kreisfreie Stadt Herford eingemeindet, die ihrerseits in den Kreis Herford eingegliedert wurde.

## Religion
Das Verhältnis von Katholiken zu Protestanten beträgt in Elverdissen etwa 1:10.

### Friedenskirche

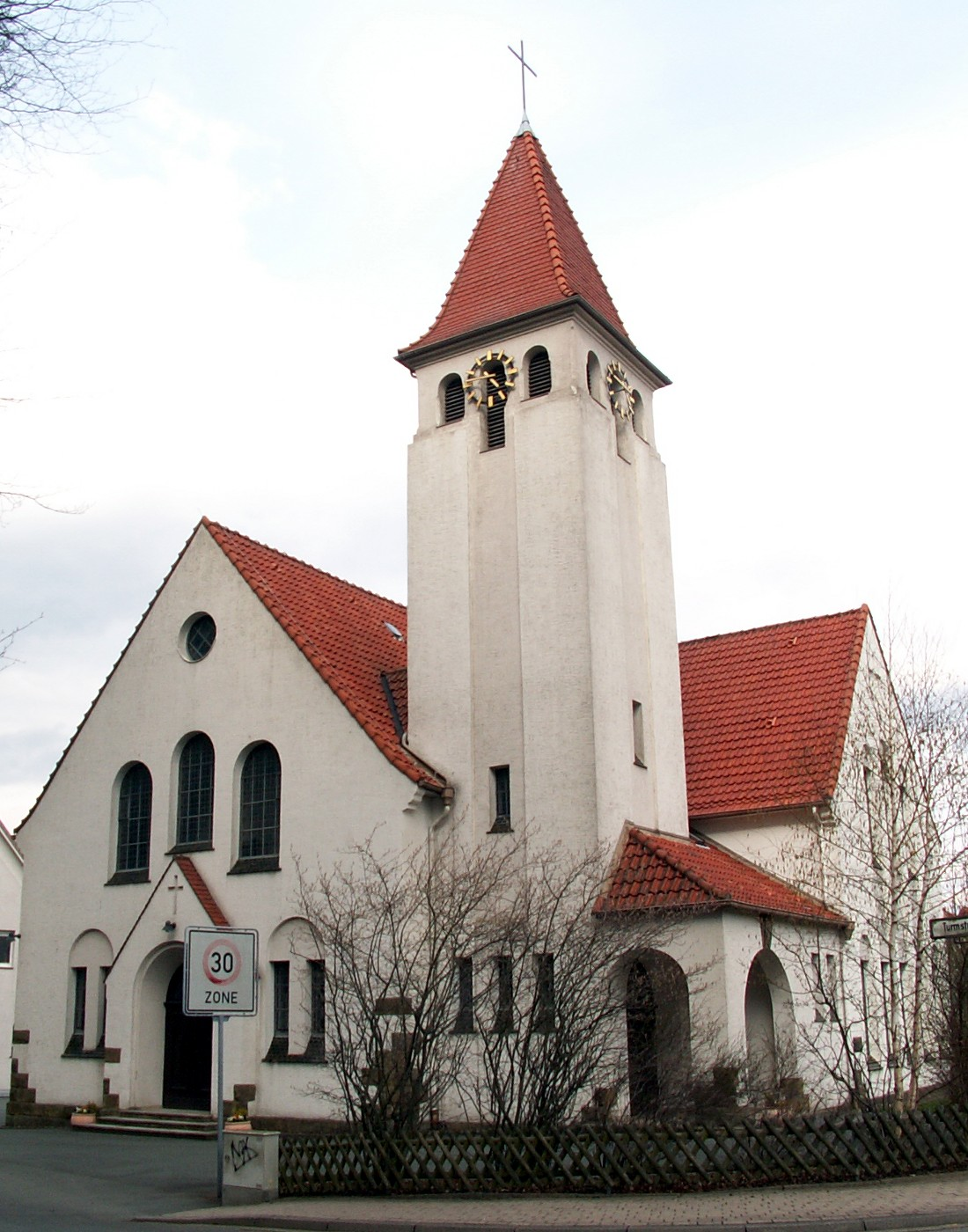
Evangelische Friedenskirche

Im Jahre 1914 wurde die evangelische Friedenskirche an der Braker Straße eingeweiht. Interessant ist zu bemerken, dass das Kirchenfenster im Mittelschiff die Inschrift „Erbaut im Kriegs- und Friedensjahr 1914“ trägt, da man zur Weihe der Kirche davon ausging, den Krieg binnen weniger Monate zu gewinnen und man die Kirche so bereits vorsorglich diesem Sieg widmen wollte. Sie ist im späten Jugendstil erbaut und steht unter Denkmalschutz. Als Vorlage diente die deutsche Kirche in Gardone am Gardasee. Im Turm befinden sich drei Glocken. Auf der mittleren steht „Gott mit uns“, die große Glocke trägt den Spruch „O Land, Land, höre des Herrn Wort“.
Der Innenraum bietet Platz für 450 Personen. Wegen der zwei vorhandenen Emporen steht die Kanzel auf einem hohen Sockel. Vorne auf der Kanzel befindet sich ein Engel mit den zehn Geboten und der Inschrift „Selig sind, die Gottes Wort hören und bewahren“. An den Seiten sind die Apostel Petrus mit einem Schlüssel und Paulus mit einem Schwert dargestellt. Auf dem Fenster vorne im Altarraum ist der auferstandene Jesus dargestellt, die beiden Fenster links davon zeigen die Reformatoren Martin Luther und Philipp Melanchthon. Rechts unter- und oberhalb der Seitenempore befinden sich sechs Fenster, das mittlere oben mit einem kleinen runden Abbild einer Taube mit Ölzweig über einem Regenbogen. Es ist die bildliche Darstellung der im Ersten Weltkrieg erbauten Kirche.
Bis 1957 war Elverdissen mit der Friedenskirche ein Pfarrbezirk der Herforder Münstergemeinde, seitdem bildet sie eine eigene Kirchengemeinde. Der Pastor Dieter Beckmann wurde nach 36 Dienstjahren in der Gemeinde am 4. Oktober 2009 mit einem Gottesdienst in den Ruhestand verabschiedet. Am 1. Dezember 2009 hat sein Nachfolger, Michael Große, seinen Dienst begonnen.

### St.-Josef-Kirche

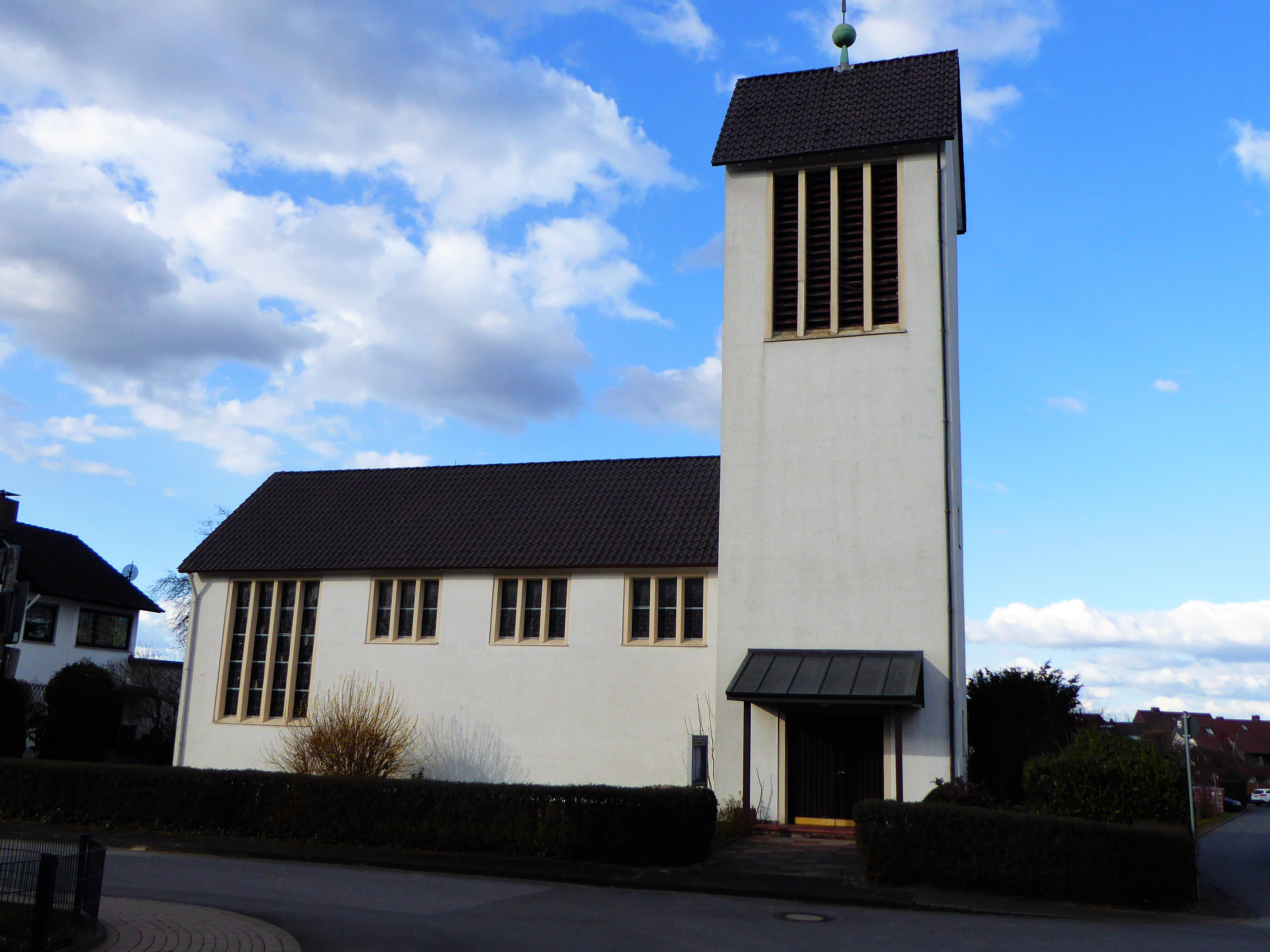
St.-Josef-Kirche 2022

1957 wurde die katholische St.-Josef-Kirche am Durlacher Weg gebaut. Sie ist eine Filialkirche von St. Johannes Baptist, die mit den anderen katholischen Herforder Kirchen Maria Frieden und St. Paulus einen Pastoralverbund bildet. Im Dezember 2022 wurde der letzte Gottesdienst in der St.-Josef-Kirche gefeiert. Sie soll nun verkauft werden (Stand: August 2023).

### Kindergärten
Die evangelische Kirche betreibt einen Kindergarten.
Das Deutsche Rote Kreuz (DRK) betreibt den Kindergarten „Villa Sonnenschein“ an der Brandheidestraße.

### CVJM
Der größte Jugendverband des Ortes ist der CVJM Elverdissen e. V. mit über 500 Mitgliedern. Er ist beheimatet in den Räumlichkeiten der evangelischen Kirchengemeinde.

## Grundschule
An der Schulstraße liegt eine von elf städtischen Grundschulen.

## Freibad

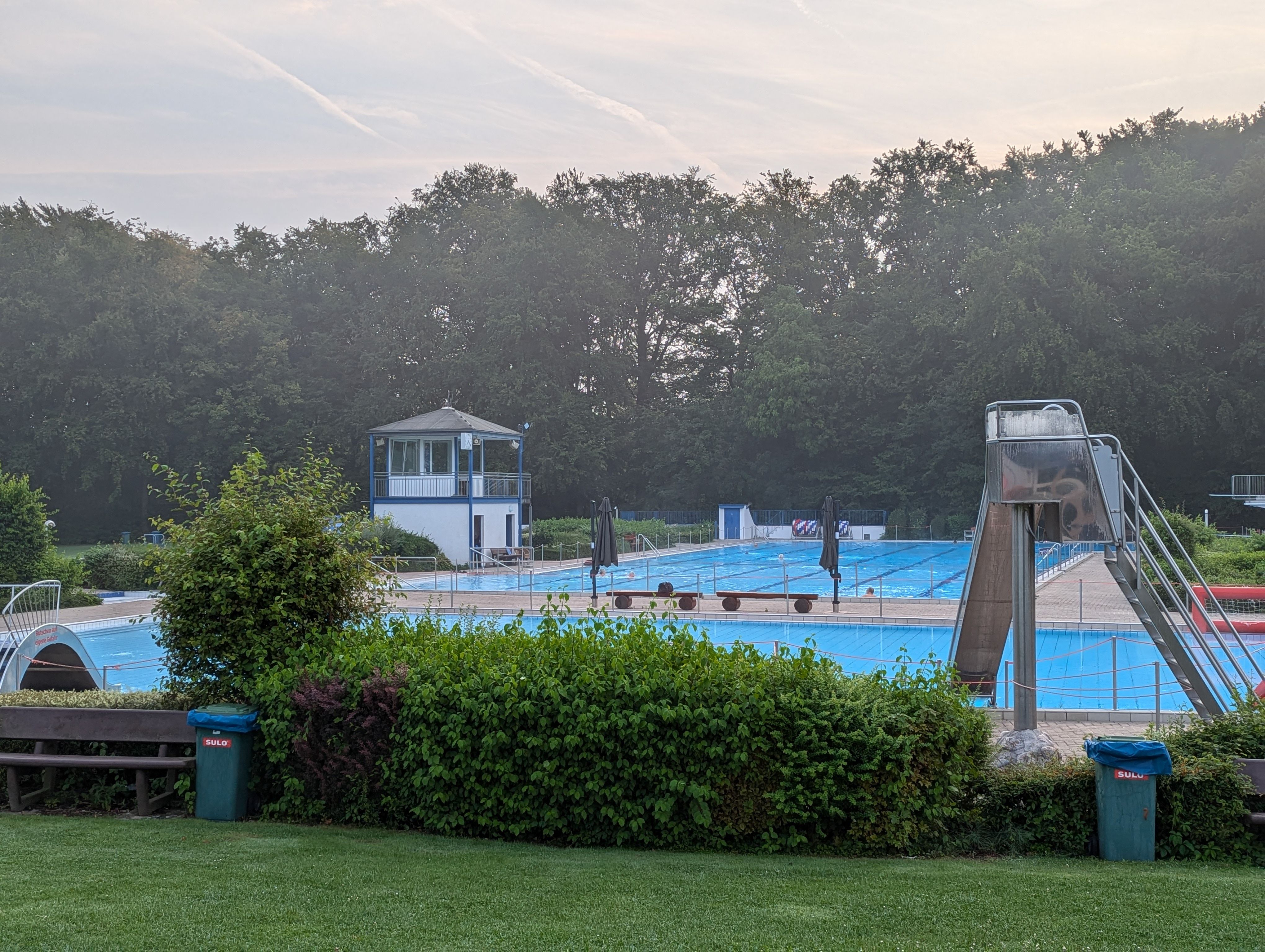
Freibad Elverdissen

An der Stadtgrenze zum Bad Salzufler Stadtteil Biemsen-Ahmsen liegt das 1964 von der damals noch eigenständigen Gemeinde Elverdissen eröffnete Freibad. Von Beginn an gibt es einen Drei-Meter-Sprungturm und eine Kinderrutsche. 1969 wurde für die Beheizung des Wassers eine Wärmepumpe installiert. Als in den 1990er Jahren die Schließung des Bades im Raum stand, gründete sich 1996 ein Freibadverein, der seitdem die Unterhaltung des Schwimmbades finanziell und ehrenamtlich unterstützt. Im Jahr 2007 wurde das Bad von der Betreiberin, den Stadtwerken Herford, für 1,5 Millionen Euro saniert. Das Wasser wird heute durch ein mobiles Blockheizkraftwerk auf 24,5 Grad erhitzt. Anlässlich des 50-jährigen Bestehens wurde im Jahr 2014 eine Kinderbreitrutsche in Betrieb genommen.

## Freiwillige Feuerwehr
An der Schulstraße befindet sich das Feuerwehrhaus der Löschgruppe Elverdissen der Freiwilligen Feuerwehr der Stadt Herford. Die Löschgruppe Elverdissen gehört gemeinsam mit der Löschgruppe Diebrock zum Löschzug Herford Süd.

## Vereine
Die Schützengesellschaft Elverdissen ist eine der drei Herforder Schützengesellschaften. Das Schützenfest findet auf dem Gelände der ehemaligen Hauptschule statt. Dort werden auch Feuerwehrübungen abgehalten.
Der TV Elverdissen, der 1910 gegründet worden ist, ist mit ca. 1000 Mitgliedern der größte Sportverein in Elverdissen. Er bietet unter anderem die Sportarten Fußball, Tischtennis, Bogenschießen, Turnen, Judo, Breitensport und Schwimmen an.

## Friedhof
Der Friedhof Elverdissen mit der Kapelle liegt westlich der Bebauung an der Hillewalser Straße innerhalb von Feldern. An einer Seite grenzt er an ein Waldstück. Es gibt dort Wahlgräber, Reihengräber, Rasenreihengräber mit Grabplatten, Pflegereihengräber und anonyme Reihengräber.

## Landwirtschaftsstellen
Seit Januar 2013 gibt es in Elverdissen ein Landwirtschaftszentrum. An der Straße „Auf der Helle“ befindet sich auf einem ehemaligen Bauernhof mit Wohngebäude und Bürotrakt, für den das Stallgebäude abgerissen wurde, die gemeinsame Geschäftsstelle der Landwirtschaftlichen Kreisverbände Herford und Bielefeld sowie des Lippischen Landwirtschaftlichen Hauptvereins des Westfälisch-Lippischen Landwirtschaftsverbandes (WLV). Sie sind für etwa 2800 Landwirte in den Kreisen Herford und Lippe sowie in der Stadt Bielefeld zuständig. Damit wurden die Standorte in Lage, wo sich der Lippische Landwirtschaftliche Hauptverein befand, und in Herford an der Ravensberger Straße, wo die Kreisverbände Herford und Bielefeld ihren Sitz hatten, zusammengelegt. An der Ravensberger Straße befinden sich weiterhin eine Zweigstelle der Landwirtschaftskammer Nordrhein-Westfalen und die Fachschule für Agrarwirtschaft Herford.
Neben den Verbänden befinden sich in dem Gebäude noch folgende Einrichtungen:
Versicherungs-, Sozial- und Rechtsberatung des Westfälisch-Lippischen Landwirtschaftsverbandes (WLV), die Landwirtschaftliche Buchstelle Herford-Lippe (BSB GmbH) als Tochtergesellschaft des WLV (Vollständiger Name: „Gesellschaft für Buchführung und Hilfeleistung in Steuersachen für land- und forstwirtschaftliche Betriebe Westfalen-Lippe mbH“, Sitz: Münster), die Steuer- und Buchführungsgesellschaften der Landwirte, der Betriebshilfsdienst und Maschinenring Ravensberg-Lippe e. V., der Maschinenring GmbH Gütersloh-Ravensberg-Lippe sowie der Waldbauernverband, Bezirksgruppe Lippe.

## Gewerbe
An der Elverdisser Straße hat Ahlers, das zweitgrößte Europäische Herrenbekleidungsunternehmen, seinen Hauptsitz. Bei der Firma JAB Anstoetz Teppiche werden Teppiche und Teppichböden hergestellt. Die Firma Lünse gehört zu den größten Gartenmöbelhändlern Deutschlands.
Im Südosten Elverdissens an der Stadtgrenze zu Bad Salzuflen und Bielefeld an der Autobahnanschlussstelle Ostwestfalen/Lippe befindet sich das interkommunale Gewerbegebiet GewerbePark OWL mit unter anderem folgenden Unternehmen: LOEWE Logistics & Care GmbH & Co. KG (ein Logistikunternehmen für die Lufthansa, die Deutsche Bahn, die Fa. Porsche, die Citibank, die Postbank und andere), der Lebensmittel-Logistiker EGV Mahlmann GmbH, eine Vertriebsstelle der Firma Harry-Brot, das Parkettland Nerlich, ein Lager der Gartenmöbelfirma Lünse, ein Hamburger-Schnellimbiss, eine Tankstelle und weiter Firmen.

## Verkehr
Elverdissen ist sehr verkehrsgünstig auf der Grenze zwischen dem Oberzentrum Bielefeld und der Kreisstadt Herford gelegen. Direkt neben dem interkommunalen Gewerbegebiet liegt auf Bad Salzufler Stadtgebiet die Autobahnanschlussstelle Ostwestfalen-Lippe. Sie ist über die Ostwestfalenstraße erreichbar, die auf einem kleinen Teilstück auch auf Elverdisser Gebiet liegt. Damit sind sowohl die Bundesautobahn A 2 in Richtung Hannover bzw. Dortmund als auch die A 33 in Richtung Kassel sowie die A 30 in Richtung Osnabrück sehr gut erreichbar.
Die Hauptverkehrsstraße in Elverdissen ist die Landesstraße 778 mit dem Namen Elverdisser Straße, die den Ort in Nord-Süd-Richtung durchquert. Sie ist damit auch eine der Verbindungsstraßen zwischen Herford und Bielefeld.
Die Stadtzentren von Herford und Bielefeld lassen sich durch die Buslinien 352 und S2 (Herford) und 352 (Stadtbahnhaltestelle Bielefeld-Milse) erreichen.

## Persönlichkeiten
- Heinrich Dallmann (1799–1868), Landwirt und preußischer Abgeordneter

## Belege
1. ↑  Stadt Herford: Zahlen, Daten, Fakten
2. ↑  Martin Bünermann: Die Gemeinden des ersten Neugliederungsprogramms in Nordrhein-Westfalen. Deutscher Gemeindeverlag, Köln 1970, DNB 456219528, S. 74.
3. ↑  Corinna Lass: Diese katholische Kirche in Herford steht zum Verkauf, auf: nw.de, 23. August 2023
4. ↑  Stadtwerke Herford GmbH: Historie | Stadtwerke Herford GmbH. Abgerufen am 2. Oktober 2018.
5. ↑  TV Elverdissen von 1910 e. V. Abgerufen am 2. Oktober 2018.